# Saïm

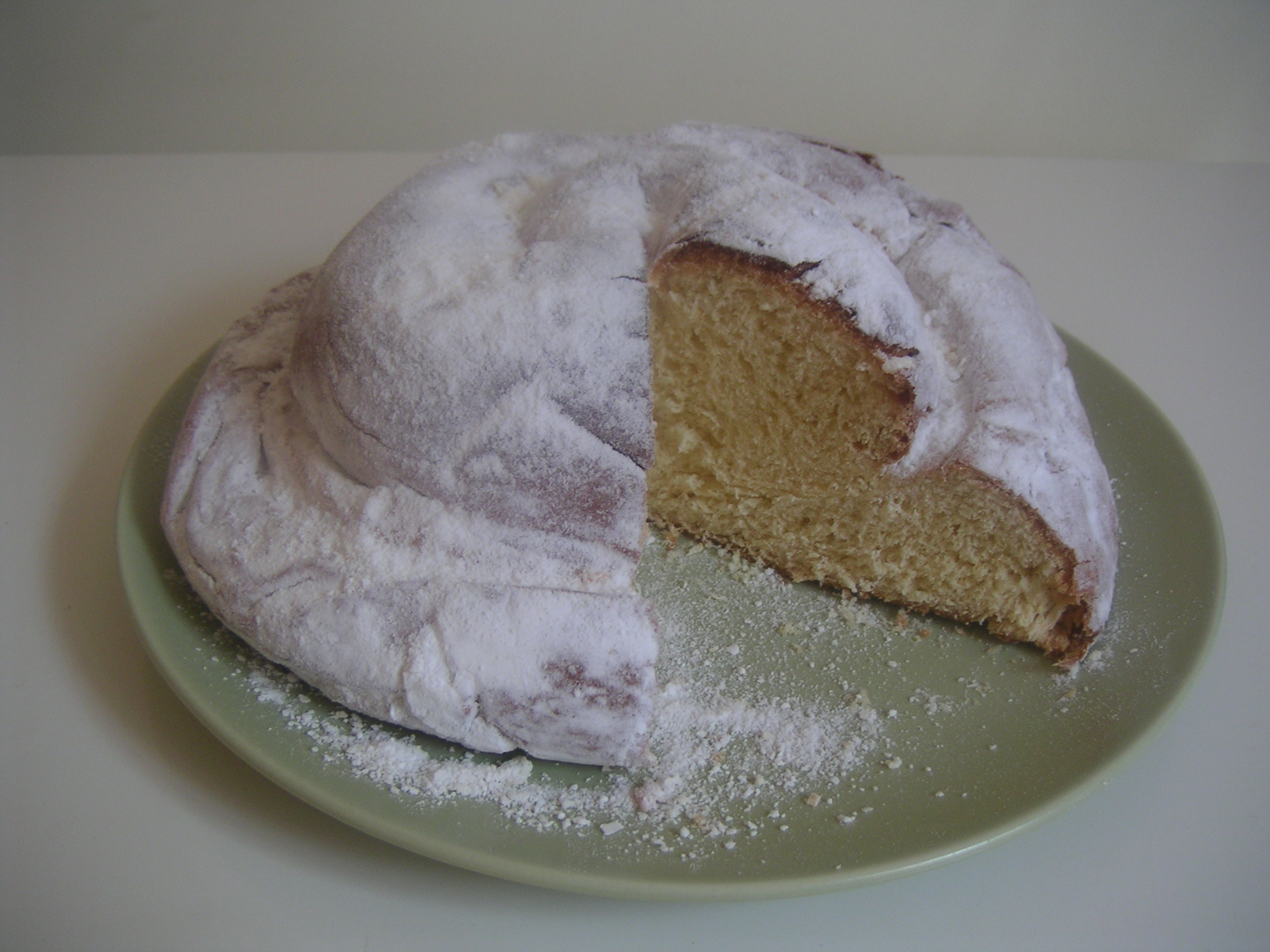
La coca bamba és un exemple de recepta tradicional de Ciutadella i València que es fa amb saïm

El saïm o llard, anomenat també greis (a Girona), grei (a la Catalunya Nord), greix dolç (al Pallars), seu (a Menorca) o sagí (al País Valencià) és un greix d'origen animal obtingut per la fusió del sagí de porc. Tradicionalment, es fonia el sagí en una caldera a foc lent a altes temperatures i, encara calent, es decantava per separar-ne el greix, encara líquid, i les parts sòlides. Les parts sòlides són els llardons, formats per les restes de pell, teixit conjuntiu i parts de múscul que hi havia en el teixit adipós original, que queden rostides. Està tractat de manera que no té olor ni gust. En la cuina francesa es distingeix el saindoux (sagí dolç) i el lard (salat). D'un punt de vista nutricional es tracta d'un greix saturat, com tots els d'origen animal.

## Etimologia
Tots els mots amb què es denomina aquest producte provenen del llatí. El mot 'saïm' prové de sagimen, que feia referència al greix de qualsevol animal. 'Llard' deriva de lardum, que és la cansalada. 'Greix' deriva de grassus, que podria venir de la unió de crassus i grossus. I 'sèu' prové de sebum. amb què s'anomenava el greix en general o el greix fos d'animals remugants.

## Història

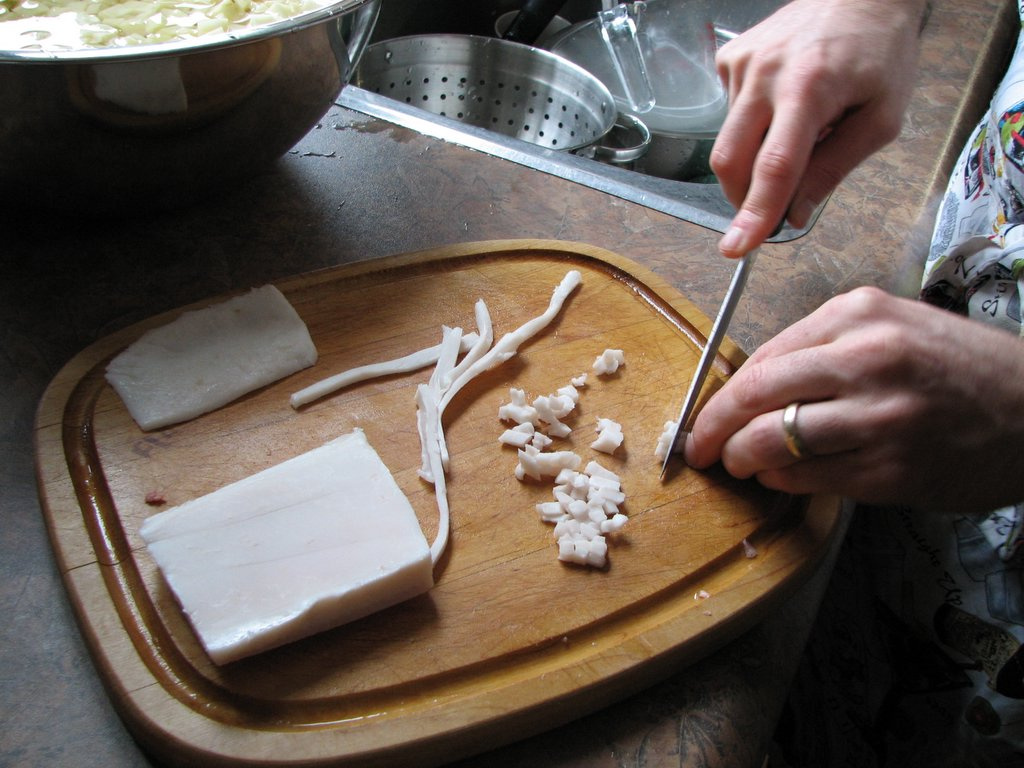
Saïm cru tallat a daus per preparar un plat de tourtière

El llard de porc sempre ha estat un element bàsic de cuina i forn important en cultures on la carn de porc és un element dietètic destacat: el greix de porc ha estat sovint un producte tan valuós com la mateixa carn del porc.
Durant el segle xix, el saïm s'utilitzava de manera semblant a la mantega a Amèrica del Nord i moltes nacions europees. Va romandre tan popular com la mantega a principis del segle xx i va ser àmpliament utilitzat com a substitut de la mantega durant la Segona Guerra Mundial. Com a subproducte de la producció moderna de porc, el llard de porc havia estat més barat que la majoria dels olis vegetals, i era comú en la dieta de moltes persones fins que la revolució industrial va fer que els olis vegetals fossin més comuns i assequibles. Els greixos vegetals es van desenvolupar a principis de la dècada del 1900, la qual cosa va permetre fer servir greixos d'origen vegetal en la cocció i en altres usos on es demanaven greixos sòlids. La novel·la d'Upton Sinclair La jungla, tot i que de ficció, va retratar homes que cauen a les tines i es venien com a mantega de porc, la qual cosa va generar publicitat negativa.
A finals del segle xx, el llard de porc va començar a considerar-se menys saludable que els olis vegetals (com l'oli d'oliva i de gira-sol) pel seu alt contingut en àcids grassos saturats i colesterol. Tanmateix, malgrat la seva reputació, el saïm té menys greixos saturats, més greixos insaturats i menys colesterol que una quantitat igual de mantega en pes. El llard de porc no hidrogenat no conté greixos trans. També s'ha considerat com un «aliment de pobre».
A la dècada de 1990 i principis dels 2000, cuiners i forners van redescobrir els valors culinaris únics del llard de porc, donant lloc a una rehabilitació parcial d'aquest greix entre els «cuinòfils». La publicitat negativa sobre el contingut de greixos trans dels olis vegetals parcialment hidrogenats de greixos vegetals ha impulsat parcialment aquesta tendència. El xef i escriptor de menjar Rick Bayless és un destacat defensor de les virtuts del llard de porc per a certs tipus de cuina.
També torna a ser popular al Regne Unit entre els aficionats a la cuina tradicional britànica. Això va provocar una «crisi del llard» a finals de 2004.

## Usos culinaris
Avui en dia s'utilitza sobretot en cuina tradicional. També per fer la conserva de carn de porc o derivats que es coneix com a «tupina» o «confitat de porc». Després de fregir costella de porc, puntes de llom, botifarra crua, etc. en llard, es conservaven en un recipient de fang (el «tupí») i es cobria tot amb el greix en què s'havia fregit. Quan no es disposava de neveres era la manera de conservar els productes de la matança durant mesos. En alguns llocs també s'usa per a fer sabó, també de manera tradicional, tot i que en d'altres es prefereix l'oli.

### Gastronomia
A les Illes Balears, el seu ús en gastronomia, excepte a les receptes molt tradicionals, tendeix a disminuir i es reemplaça per oli d'oliva. S'usa sobretot per a fer molts dolços com els rubiols i les ensaïmades, que reben el seu nom a causa d'aquest ingredient. També s'utilitza per a elaborar productes salats com ara les panades o les coques de verdura.
A Espanya s'utilitza típicament per a fer els mantecados, polvorons i roscos de Nadal, que tenen com a ingredients principals farina, llard i sucre.
A Portugal existeixen encara algunes receptes de plats salats en els quals s'utilitza el saïm per a fregir la carn, com per exemple els rojões (trossos de mare de porc) a la moda de Minho o els sarapatéis (plats amb salsa preparats a base de vísceres de cabrit i de bé), que se solen coure en una barreja de saïm i oli d'oliva. En un altre plat típic tradicional, els budells a la manera de Porto, el sofregit de base es cou en saïm en comptes d'en oli d'oliva. Embotits com l'alhèira contenen saïm en la seva composició.
Al Regne Unit, alguns cuiners utilitzen el saïm per a fregir el peix i les patates del seu famós fish and chips.
A Hongria, utilitzen el saïm per a fer el tradicional gulash.
A Àustria és imprescindible per a fregir la carn empanada a l'estil de Viena, el Wiener schnitzel, un dels plats més típics del país.
A Dinamarca de vegades es fregeixen en saïm les bolillos típiques, les frikadeller.

## Altres usos
El llard de porc es pot utilitzar per produir biocombustible i sabó. També és útil com a fluid de tall en la mecanització. El seu ús en les màquines ha disminuït des de mitjan segle xx, ja que altres fluids de tall especialment dissenyats van popularitzar-se. No obstant això, encara és una opció viable. El llard de porc i altres greixos animals s'utilitzaven antigament com a agent antiespumant en processos de fermentació industrial com ara la cervesa; però en aquest ús els greixos animals han estat substituïts pels polièters.

## Punt de vista nutricional
Per ser un lípid d'origen animal posseeix una quantitat considerable d'àcids grassos saturats i colesterol, per la qual cosa contribueix al desenvolupament i funcionament hormonal de l'ésser humà i en general de mamífers. El colesterol és precursor bioquímic d'hormones com DHEA, testosterona, progesterona, estrogens, prolactina, cortisol o colecalciferol (vitamina D3.

## Producció mundial
| Principals productors de Saïm (2018) (tones) | Principals productors de Saïm (2018) (tones) |
| -------------------------------------------- | -------------------------------------------- |
| R.P. de la Xina                              | 2.544.847                                    |
| Alemanya                                     | 549.989                                      |
| Brasil                                       | 508.600                                      |
| Estats Units                                 | 447.474                                      |
| Rússia                                       | 434.100                                      |
| Itàlia                                       | 215.513                                      |
| Polònia                                      | 174.649                                      |
| Romania                                      | 148.997                                      |
| França                                       | 146.519                                      |
| Mèxic                                        | 143.842                                      |

El saïm pot obtenir-se de qualsevol part del porc que tingui una alta concentració de teixit gras. El grau més alt de mantega, conegut com a mantega de fulla, s'aconsegueix del dipòsit de greix visceral que envolta els ronyons i l'interior del llom. Aquest té poc gust de porc, per la qual cosa és ideal per al seu ús en productes de fleca, on es valora per la seva capacitat de produir escorces de pastís escamoses i humides. El següent grau més alt s'assoleix del llom de porc, el dur greix subcutani entre la pell del llom del porc i el múscul. El grau més baix (a efectes de transformació en mantega de porc) s'obté del greix tou que envolta els òrgans digestius, com l'intestí prim, encara que aquest greix sol utilitzar-se directament com a embolcall per rostir carns magres o a la fabricació de patés.
El saïm pot ser obtingut mitjançant dos processos: humit o sec. En el mètode humit, el greix de porc es bull en aigua o es cou al vapor a alta temperatura i el llard, que és insoluble en aigua, es desnata de la superfície de la mescla o se separa en una centrifugadora industrial. En el reciclatge en sec, el greix s'exposa a altes temperatures en una paella o forn sense aigua (un procés similar al del fregit de la cansalada). Els dos processos donen productes una mica diferents. El llard processat en humit té un sabor més neutre, un color més clar i un punt de fum alt. El que és processat en sec és una mica més marró i té un sabor caramel·litzat i un punt de fum més baix.
La mantega de porc produïda industrialment, inclosa gran part de la que es ven als supermercats, s'obté a partir d'una barreja de greix d'alta i baixa qualitat procedent de tot el porc. La mantega de porc sol estar hidrogenada per millorar la seva estabilitat a temperatura ambient. La mantega de porc hidrogenada que es ven als consumidors sol contenir menys de 0,5 g de greixos trans per cada porció de 13 g. El llard de porc també sol tractar-se amb agents blanquejadors i desodoritzats, emulsionants i antioxidants com el BHT. Aquests tractaments el fan més consistent i n'eviten el deteriorament. (La mantega de porc no tractada ha de refrigerar-se o congelar-se per evitar que es torni rància.)